# Trolltjärnen (Umeå socken, Västerbotten)
Trolltjärnen är en sjö i Umeå kommun i Västerbotten och ingår i Sävaråns huvudavrinningsområde.